# Solopaca
Solopaca é uma comuna italiana da região da Campania, província de Benevento, com cerca de 4.154 habitantes. Estende-se por uma área de 31 km², tendo uma densidade populacional de 134 hab/km². Faz fronteira com as comunas de Castelvenere, Frasso Telesino, Guardia Sanframondi, Melizzano, Telese Terme, Vitulano.

## Demografia
| Variação demográfica do município entre 1861 e 2011                               |
|                                                                                   |
| Fonte: Istituto Nazionale di Statistica (ISTAT) - Elaboração gráfica da Wikipedia |